# Барахтівська сільська рада
| Барахтівська сільська рада — орган місцевого самоврядування у Васильківському районі Київської області з адміністративним центром у с. Барахти. Водоймища на території, підпорядкованій даній раді: Барахтянка. Сільській раді підпорядковані населені пункти: - с. Барахти |

## Склад ради
Рада складається з 16 депутатів та голови.

### Керівний склад ради
| ПІБ                           | Основні відомості                                                                       | Дата обрання | Дата звільнення |
| Мартиненко Володимир Петрович | Сільський голова, 1948 року народження, освіта вища                                     | 20.03.1996   | 26.03.2006      |
| ----------------------------- | --------------------------------------------------------------------------------------- | ------------ | --------------- |
| Лагута Любов Іванівна         | Сільський голова, 1958 року народження, освіта, позапартійна                            | 26.03.2006   | 31.10.2010      |
| Савчук Валентина Андріївна    | Сільський голова, 1971 року народження, освіта середня спеціальна, член Партії регіонів | 31.10.2010   | 25.05.2020      |

Примітка: таблиця складена за даними джерела